# 호즈미 료
호즈미 료(일본어: 穂積 諒, 1994년 5월 30일~)는 일본의 축구 선수이다.

## 구단 경력
그는 2017년 일본 풋볼 리그의 반라우레 하치노헤에 입단했다. 2018년 일본 풋볼 리그 3위를 기록하여 J3리그로 승격했다. 2020년까지 93경기에 출전하여, 5득점을 넣었다. 2021년 일본 풋볼 리그의 베어틴 미에로 이적했다.